# Jaap van Leeuwen
Jaap van Leeuwen (Leiderdorp, 6 april 1892 - Amsterdam, 1 mei 1978) was een Nederlandse verzetsstrijder tijdens de Tweede Wereldoorlog. In de periode 1946-1960 was hij een van de belangrijkste voormannen van de emancipatiestrijd van homoseksuelen.

## Homo-tijdschrift
Jaap van Leeuwen was een ontwikkeld man, zoon van welgestelde ouders (zijn vader was veearts). Na een afgebroken rechtenstudie in Utrecht werd hij ambtenaar; later was hij historisch-genealogisch onderzoeker.
Van Leeuwen was betrokken bij het Nederlandsch Wetenschappelijk Humanitair Komitee (NWHK), een vroege emancipatievereniging voor homoseksuelen die door jonkheer dr. J.A. Schorer in 1912 was opgericht. Gedurende ruim dertig jaar correspondeerde hij met Schorer. Maar hij wilde méér: een eigen tijdschrift voor homo's, naar voorbeeld van het Zwitserse homoblad Menschenrecht, en een kring van gelijkgestemden. Na een half jaar van voorbereidingen, samen met Han Diekmann en Niek Engelschman, verscheen het eerste nummer van het blad in maart 1940 onder de naam 'Levensrecht'. Van Leeuwen schreef erin onder het pseudoniem 'Arent van Santhorst'. Toen Nederland twee maanden later door de Duitsers bezet werd, was het derde nummer van Levensrecht net verspreid. Pas na de oorlog kon het tijdschrift worden voortgezet. De lijst van abonnees, zo'n 190 namen en adressen, werd vernietigd vanwege het gevreesde vervolgingsgevaar van Duitse zijde. Van Leeuwen had echter alle namen en adressen uit zijn hoofd geleerd.

## Verzet
Tijdens de oorlog raakte Van Leeuwen betrokken bij de Parool-groep. In het najaar van 1941 werd de distributieafdeling waar hij aan deelnam verraden en werd hij gearresteerd. Na zeven maanden gevangenschap waarbij hij niets losliet werd hij vrijgelaten. Van Leeuwen zat in die tijd ondergedoken bij de familie Addicks in Amsterdam, maar had vóór zijn arrestatie alle boeken en documenten die hem of anderen in de problemen hadden kunnen brengen ondergebracht bij zijn ouders in Zeist. Toen hij bij de familie Addicks terugkeerde bleek daar een inval geweest te zijn en was alles in zijn kamer meegenomen of vernield.
In 1943 moest Van Leeuwen opnieuw onderduiken omdat de Sicherheitsdienst weer naar hem op zoek bleek te zijn. Uit bewaard gebleven correspondentie blijkt dat hij door ging met zijn verzetswerk. Het was voor hem makkelijk om een andere identiteit aan te nemen omdat hij al als homoseksueel voor de oorlog gewend was geweest een dubbelleven te leiden. Brieven werden afgegeven aan kioskhouders en door hen bewaard als "poste restante" en hij gebruikte wederom zijn eerdere nom de plume als verzetsnaam, Arent van Santhorst.

## Homo-vereniging
Na de oorlog konden Van Leeuwen en Engelschman nu samen met penningmeester Jo van Dijk opnieuw een maandblad opzetten, en ook een club oprichten voor homoseksuelen, de Shakespeare Club. Van Leeuwen was secretaris, Engelschman voorzitter. Na eindeloze moeilijkheden met overheid en politie werd in 1948 de naam veranderd in Cultuur en Ontspannings Centrum (C.O.C., deze naam wordt tegenwoordig zonder puntjes gespeld); het maandblad ging Vriendschap heten. Van Leeuwen schreef talloze artikelen voor het blad.
Ook stichtte hij de bibliotheek van het COC en verzamelde hij onvermoeibaar boeken en tijdschriften waar homoseksualiteit in werd genoemd.
In COC-sociëteit De Schakel had hij een boekenstalletje waar hij oude en nieuwe literatuur te koop aanbood.
In zijn latere leven vereenzaamde Van Leeuwen. Het COC sloeg een andere koers in, en hij voelde zich daar niet meer thuis. In 1991 is in de Emancipatiebuurt in de Nijmeegse wijk Goffert een laan naar hem vernoemd.

## Van Leeuwenbibliotheek
Na de oorlog probeerde Jaap van Leeuwen met veel geld en moeite de bibliotheek van het in 1940 opgeheven NWHK van zijn goede vriend Jacob Schorer te herstellen. Daarnaast had hij de bibliotheek van het COC en een grote privécollectie opgebouwd. "Als ik weg ben, is dat allemaal voor het COC", zei hij regelmatig. Bij zijn dood in 1978 bleek er echter niets geregeld te zijn. De algemeen secretaris van het COC, Rob Tielman, heeft toen de bijzondere collectie op het sterfbed van Van Leeuwen weten te redden uit handen van de familie, die niet zoveel ophad met homoseksualiteit.
Deze collecties werden de naar hem genoemde Van Leeuwenbibliotheek, waarin ook de oude boekenverzameling van het COC en de bibliotheek en het documentatiesysteem van de Stichting Dialoog werden ondergebracht. De Van Leeuwen Bibliotheek omvatte werken uit de periode 1870-1970 en vond aanvankelijk onderdak in het pand aan Keizersgracht 10, waar ook een aantal bibliotheken en documentatiecentra van de vrouwenbeweging gehuisvest waren. 
In 1988 werd de Van Leeuwenbibliotheek overgedragen aan het Homodok, tegenwoordig IHLIA LGBT heritage. De door Jaap van Leeuwen bijeengebrachte collectie van ca. 900 jeugdboeken werd in 1989 door het Homodok overgedragen aan het NBLC Boek & Jeugd, vanwaaruit de verzameling in 1997 bij de Koninklijke Bibliotheek in Den Haag terechtkwam.  